# Lucas Rodríguez (calciatore 2003)
Lucas Rodríguez Cabral (Montevideo, 14 giugno 2003) è un calciatore uruguaiano, attaccante del Rajasthan Utd.

## Carriera
Rodríguez è cresciuto nel settore giovanile del Nacional. Nel gennaio del 2024 è stato ceduto a titolo gratuito al Cerro dove ha debuttato nel calcio professionistico il 18 febbraio nell'incontro di Primera División pareggiato 1-1 contro il Montevideo Wanderers. Ha segnato il suo primo gol il 19 aprile nell'incontro pareggiato 1-1 contro il Racing Montevideo.

## Statistiche

### Presenze e reti nei club
Statistiche aggiornate al 30 aprile 2024.
| Stagione        | Squadra         | Campionato      | Campionato | Campionato | Coppe nazionali | Coppe nazionali | Coppe nazionali | Coppe continentali | Coppe continentali | Coppe continentali | Altre coppe | Altre coppe | Altre coppe | Totale | Totale | Totale |
| Stagione        | Squadra         | Comp            | Pres       | Reti       | Comp            | Pres            | Reti            | Comp               | Pres               | Reti               | Comp        | Pres        | Reti        | Pres   | Reti   |        |
| --------------- | --------------- | --------------- | ---------- | ---------- | --------------- | --------------- | --------------- | ------------------ | ------------------ | ------------------ | ----------- | ----------- | ----------- | ------ | ------ | ------ |
| 2024            | Cerro           | PD              | 15         | 1          | CU              | 1               | 0               |                    | -                  | -                  |             | -           | -           | 16     | 1      |        |
| Totale carriera | Totale carriera | Totale carriera | 15         | 1          |                 | 1               | 0               |                    | -                  | -                  |             | -           | -           | 16     | 1      |        |